# فنیبوت
فنیبوت (به انگلیسی: Phenibut)، که تحت نام‌های تجاری Anvifen ،Fenibut و Noofen و دیگر نام‌ها به فروش می‌رسد، یک سرکوب کننده سیستم عصبی مرکزی با اثرات ضد اضطراب است، و برای درمان اضطراب، بی خوابی، و برای انواع دیگر نشانه‌ها استفاده می‌شود. این دارو معمولاً به صورت قرص مصرف می‌شود، اما ممکن است به صورت داخل وریدی نیز تجویز شود.

## شیمی
فنیبوت یک آمینواسید آروماتیک سنتزی است. این دارو دارای یک مولکول کایرال است و بنابراین دارای دو پیکربندی بالقوه، به عنوان انانتیومرهای (R)-و(S)- است.

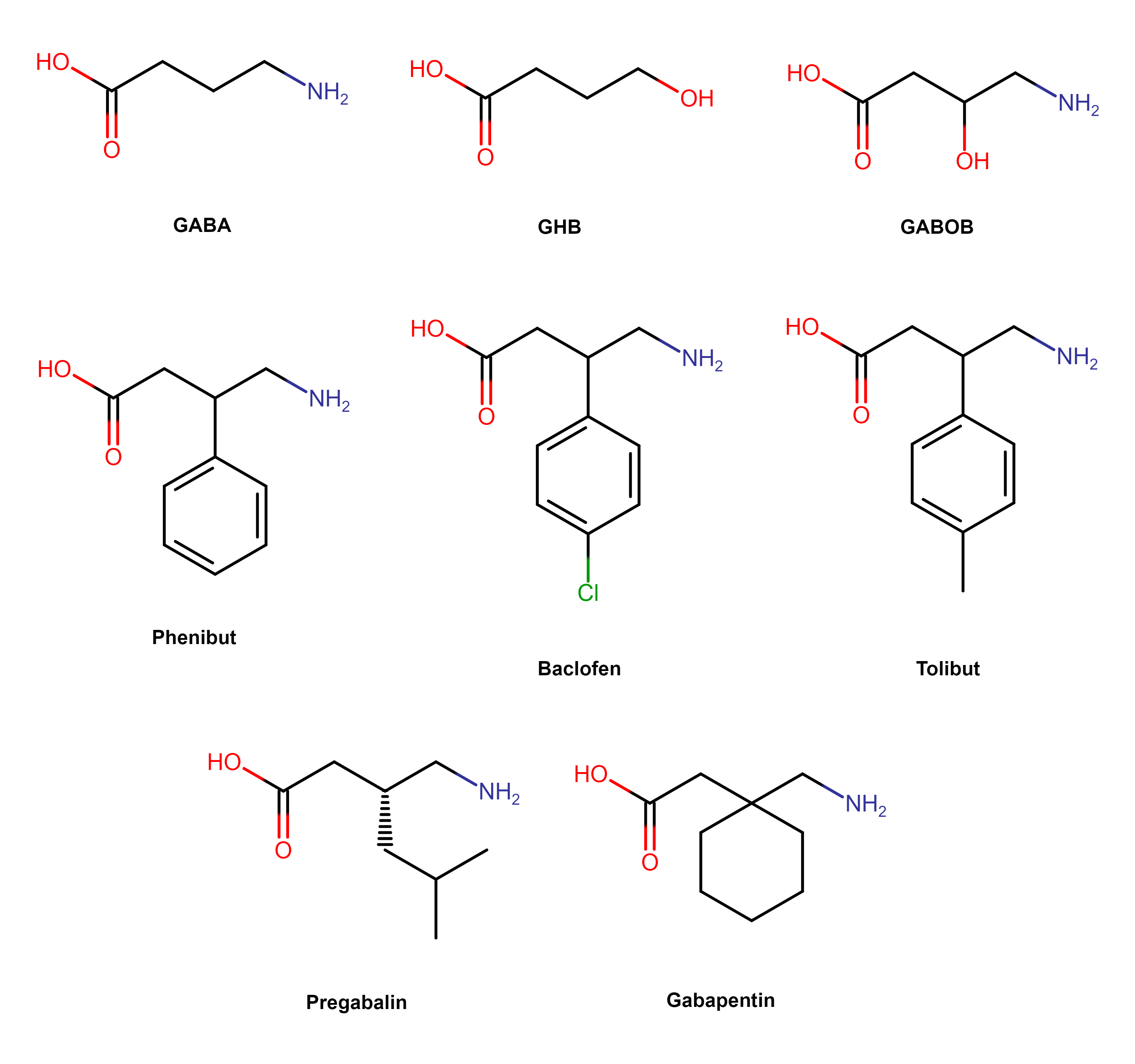
ساختارهای شیمیایی فنیبوت و آنالوگ‌های آن.